# ЕПм
ЕПм (рос. ЭПм) (ЭлектроПоезд Межрегиональный) — серія електропоїздів, які експлуатує Білоруська залізниця на міжміських лініях. Електропоїзди серії ЕПм виробляються швейцарською компанією Stadler Rail AG і відносяться до сімейства моторвагонних рухомих складів «Stadler FLIRT».

## Конструкція
Електропоїзди ЕПм побудовані в компоновці з семи вагонів (двох головних моторних і п'яти  причіпних проміжних).
Електропоїзди ЕПм відрізняються від електропоїздів ЕПг і ЕПр більшою шириною і більш комфортабельними кріслами. У складі поїзда передбачено 382 місця для сидіння, 16 з яких об'єднані в зону підвищеної комфортності. Завдяки просторому салону в одному з вагонів обладнана багатофункціональна зона для людей з обмеженими фізичними можливостями, передбачені місця для розміщення габаритного багажу. У середині поїзда розташований бар, який оснащений всім необхідним для реалізації широкого асортименту напоїв, закусок і страв швидкого приготування. Електропоїзд обладнаний системою бездротового доступу до мережі Інтернет (Wi-Fi).

## Експлуатація
Експлуатація електропоїздів ЕПм почалася 3 серпня 2016 року на лінії Мінськ — Гомель — Мінськ . Обслуговування електропоїздів здійснюється в моторвагонному депо Мінськ-Північний.
Обслуговування електропоїздів, так само, як і поїздів регіональних ліній, здійснюється в моторвагонному депо Мінськ-Північний.